# Cota de La Redoute

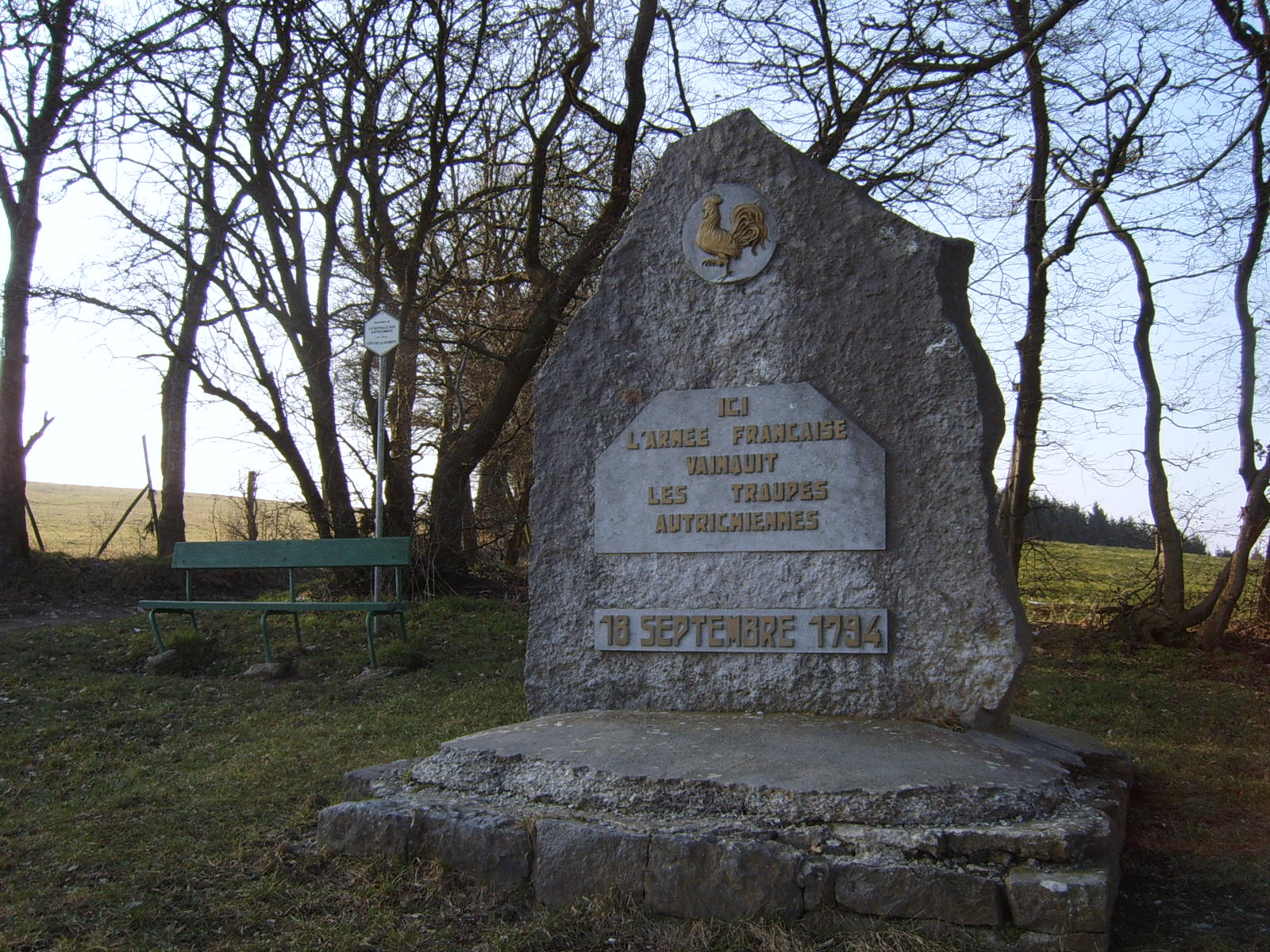
Monument al cim de la cota de La Redoute

La Cota de La Redoute és una coneguda ascensió que forma part del recorregut de la degana de les curses ciclistes, la Lieja-Bastogne-Lieja. Està situada a Sougné-Remouchamps, dins la comuna d'Aywaille, a Bèlgica.

## Història
El 18 de setembre de 1794 va tenir lloc a la zona una batalla entre les tropes imperials de l'Arxiducat d'Àustria i les republicanes franceses. Allà s'hi va construir un reducte i d'aquí el nom de la cota.

## Situació i descripció de la cota
La Cota de La Redoute té una llargada de 1.700 metres, en què se supera un desnivell de 161 metres, tot passant dels 131 metres a què es troba la riba dreta de l'Amel fins als 292 metres del cim. La cota té un desnivell mitjà del 9,5%, tot i que hi ha rampes de fins al 17%.